# Кобралово (станция)
Кобра́лово — железнодорожная станция Октябрьской железной дороги в Гатчинском районе Ленинградской области на линии Санкт-Петербург — Оредеж. Расположена в посёлке Кобралово.

## Путевое развитие
Станция располагает четырьмя путями, между главными путями находится пассажирская платформа.
От станции отходит соединительная ветка на станцию Владимирская линии Мга — Гатчина. На перегоне Кобралово — Семрино Санкт-Петербург-Витебская линия пересекает по путепроводу (каждый путь по отдельности) линию Мга — Гатчина. Соединительная ветвь активно используется пассажирскими поездами Москва — Таллин, Санкт-Петербург — Псков.
Зимой 1962 года через станцию было запущено движение электропоездов в составе электрифицированного напряжением 3,3 кВ участка Павловск - Вырица - Посёлок.
Изначально контактную сеть имели только I и II главные пути. Боковые пути 3,4 и съезд на ст. Владимирская были электрифицированы в 1987 году в рамках проекта окончательного перевода ленинградского железнодорожного узла на электротягу посредством установки жёстких поперечин на всю ширину станции.